# Duellmanohyla lythrodes
Duellmanohyla lythrodes is een kikker uit de familie boomkikkers (Hylidae). De soort werd voor het eerst wetenschappelijk beschreven door Jay Mathers Savage in 1968. Oorspronkelijk werd de wetenschappelijke naam Hyla lythrodes gebruikt.

## Uiterlijke kenmerken
De kikker wordt ongeveer drie tot 3,5 centimeter lang, vrouwtjes worden iets groter dan de mannetjes. De lichaamskleur is groen, de buikzijde is lichter tot witgeel. Opvallend zijn de helder rode ogen en de witte lippen, een karakteristiek kenmerk is een witte vlek onder het oog die is versmolten met de witte lippen.

## Verspreiding en habitat
Duellmanohyla lythrodes komt voor in delen van Midden-Amerika en leeft in de Caribische laaglandregenwouden van 170 tot 440 meter hoogte. De soort komt voor in het zuiden van Costa Rica en het noordwesten van Panama.

## Bedreiging
Het is een zeldzame soort die vooral bedreigd wordt door verlies van habitat, waarbij de schimmelziekte chytridiomycose een tweede bedreigende factor is.